# Paraleucopis boydensis
Paraleucopis boydensis är en tvåvingeart som beskrevs av Steyskal 1972. Paraleucopis boydensis ingår i släktet Paraleucopis och familjen markflugor.
Artens utbredningsområde är Kalifornien. Inga underarter finns listade i Catalogue of Life.